# Oxydia albicomma
Oxydia albicomma är en fjärilsart som beskrevs av W. Warren 1906. Oxydia albicomma ingår i släktet Oxydia och familjen mätare. Inga underarter finns listade i Catalogue of Life.